# Индустриальное сельское поселение (Ростовская область)
Индустриальное сельское поселение — муниципальное образование в Кашарском районе Ростовской области.
Административный центр поселения — посёлок Индустриальный.

## Административное устройство
В состав Индустриального сельского поселения входят:
- посёлок Индустриальный;
- хутор Михайловка;
- посёлок Овражный;
- хутор Сычевка.

## Население
| 2010  | 2012  | 2013  | 2014  | 2015  | 2016  | 2017  |
| ----- | ----- | ----- | ----- | ----- | ----- | ----- |
| 1063  | ↗1079 | ↘1078 | ↗1085 | ↘1072 | ↘1053 | ↘1029 |
| 2018  | 2019  | 2020  | 2021  |       |       |       |
| ↘1001 | ↘981  | ↘940  | ↘912  |       |       |       |